# Muurrozijnenmos
Het muurrozijnenmos (Lempholemma polyanthes) is een korstmos behorend tot de familie Lichinaceae. Het komt voor tussen mossen op kalksteen en oude gemetselde muren. Deze steenbewoner leeft in symbiose met de alg Nostoc.

## Kenmerken

### Uiterlijke kenmerken
Het heeft een bobbelig thallus met apothecia die wat lijken op rozijntjes. Hoewel het uiterlijk variabel is, kan het worden onderscheiden door de over het algemeen gelobde en bladachtige thallus. 

### Microscopische kenmerken
Het hymium heeft is 100-130(-140) µm hoog. De asci zijn 8-sporig. De ascosporen zijn 1-cellig, rond tot breed ellipsoïde en meten (7,5-) 10-17,5 (-20) × 7,5-12,5(-15) µm (minder dan tweemaal zo lang als breed). De sporenwand van volgroeide asosporen meten 2 tot 2,5 µm breed. De conidia zijn hyaliene, cilindrisch en meten 23 × 1 µm. Het hymenium heeft een hoogte van 100 tot 130 (-140) µm.

## Verspreiding
Het muurrozijnenmos komt voor in Europa, Noord-Amerika en Australië. In Nederland komt het zeer zeldzaam voor. Het staat op de rode lijst in de categorie 'Gevoelig'.